# Protosmia paradoxa
Protosmia paradoxa är en biart som först beskrevs av Heinrich Friese 1899.  Protosmia paradoxa ingår i släktet Protosmia och familjen buksamlarbin. Inga underarter finns listade i Catalogue of Life.